# Ричланд (Пенсилванија)
Ричланд (енгл. Richland) град је у америчкој савезној држави Пенсилванија.

## Демографија
По попису из 2010. године број становника је 1.519, што је 11 (0,7%) становника више него 2000. године.
| Група             | 2000.         | 2010.         |
| Белци             | 1.477 (97,9%) | 1.455 (95,8%) |
| Афроамериканци    | 5 (0,3%)      | 5 (0,3%)      |
| Азијати           | 5 (0,3%)      | 2 (0,1%)      |
| Хиспаноамериканци | 9 (0,6%)      | 46 (3,0%)     |
| Укупно            | 1.508         | 1.519         |